# Vittsjö
Vittsjö – miejscowość (tätort) w Szwecji, w regionie administracyjnym (län) Skania, w gminie Hässleholm.
Według danych Szwedzkiego Urzędu Statystycznego liczba ludności wyniosła: 1787 (31 grudnia 2015), 1854 (31 grudnia 2018) i 1841 (31 grudnia 2019).